# Курение в исламе
Взгляды на курение в исламе различаются в зависимости от региона и времени. Хотя курение в целом прямо не упоминаются в Коране или хадисах, многие современные богословы запрещают его из-за серьезного вреда для здоровья, которое оно наносит. Фетвы, осуждающие курение, в разное время были изданы в Египте, Индонезии, Кувейте, Малайзии, Марокко, Омане, Катаре, Пакистане, Филиппинах, Саудовской Аравии, ОАЭ и других странах. Тем не менее, курение распространено во многих исламских странах.

## История
Самая ранняя фетва касательно курения была издана в королевстве Марокко в 1602 году. После появления табака в королевстве в 1598 году король Ахмад аль-Мансур обратился за советом к религиоведам в городе Фес. Верховный муфтий постановил, что курение должно быть запрещено в исламе из-за его одурманивающих и опьяняющих свойств. Постановление не оказало значимого влияния на употребление табака в королевстве. В результате чего муфтий издал второе постановление, запрещающее употребление табака. Этот запрет также не имел успеха.
В последние годы фокус фетв против курения перенесся с наркотического эффекта табака на вред для здоровья. Богословы, осуждающие курение, обычно цитируют следующие отрывки из Корана:
- «...не бросайтесь со своими руками к гибели...». (Аль-Бакара 2:195)[4]
- «...ешьте и пейте, но не излишествуйте (в этом). Поистине, Он не любит излишествующих...» (Аль-Араф 7:31)[5]
- «...не убивайте самих себя [себя и друг друга]. Поистине, Аллах является к вам милосердным!» (Ан-Ниса 4:29)[6]

### Египет
В 2000 году муфтий Египта постановил, что курение является харамом из-за его пагубного воздействия на здоровье. Фетва, постановившая, что курение является тяжким грехом наравне с употреблением алкоголя и приемлемым основанием для развода, вызвала серьезные споры в стране. Шейх мечети аль-Азхар издал аналогичное постановление в 2000 году, цитируя в качестве оправдания следующий аят из Корана: «не бросайтесь со своими руками к гибели».

### Индонезия
В 2009 году Совет улемы Индонезии, объявил курение в общественных местах или рядом с беременными женщинами харамом (запрещенным), объявив курение в целом макрухом (осуждаемым). Индонезийская мусульманская организация «Мухаммадия» объявила курение харамом в 2010 году. Организация ранее относила курение к категории «макрух».

### Иран
Великий аятолла Ширази в 1891 году издал фетву против табака. Фетва была основана не на влиянии табака на здоровье, а на недовольстве предоставления шахом Ирана табачной монополии иностранцам.

### Малайзия
В Малайзии фетва против курения впервые была издана в 1996 году из-за его вредного воздействия табака на здоровье. В 2013 году исследование мусульман и буддистов в Малайзии показало, что эта фетва и другие религиозные нормы, запрещающие курение, привели к значительному увеличению количества попыток бросить курить. В 2015 году была издана фетва, объявляющая харамом также электронные сигареты.

### Оман
В 1996 году Великий муфтий Омана, издал фетву, запрещающую курение и продажу табака, сравнив курение с «потягиванием яда». Он процитировал строку из Корана: «И не убивайте самих себя...Аллах является к вам милосердным!», чтобы оправдать свое решение.

### Саудовская Аравия
Верховный муфтий Саудовской Аравии постановил, что «курение недопустимо на основании достоверных цитат, здравых суждений и мнений авторитетных врачей». Муфтий процитировал хадис, согласно которому Мухаммед говорил: «Не причиняйте вреда себе и другим». Также, он сослался на аят Корана, в котором говорится, что Пророк «запрещает то, что вредно».

### Объединенные Арабские Эмираты
Помимо издания фетвы против курения, Объединенные Арабские Эмираты поручили имамам в мечетях прочитать проповедь против курения в 1999 году после пятничной молитвы.

## Ответ табачной промышленности
С 1970-х по конец 1990-х табачные компании, включая British American Tobacco и Phillip Morris, участвовали в кампаниях против фетв осуждающих курение. Рекламные кампании обвиняли мусульман, выступающих против курения, как фундаменталистов.